# Edwin Alcántara
Edwin Franco Alcántara Limay (Casa Grande, 17 de agosto de 1983-Chiclayo, 1 de enero de 2004) fue un cantante peruano, conocido por haber formado parte del grupo musical Caribeños de Guadalupe, donde en el cual ha desarrollado su carrera musical en la cumbia peruana.

## Biografía
Nació el 17 de agosto de 1983 en Roma, localidad del distrito de Casa Grande, provincia de Ascope, La Libertad; bajo el nombre completo de Edwin Franco Alcántara Limay.
Mostró su interés en la música desde temprana edad, en el cual ha comenzado a cantar en los microbuses de su zona. Comenzó su carrera artística en el año 2000 cuando se presentó en el casting para formar parte de la boyband peruana Skándalo sin conseguir el éxito. Tras fallar en el dicho concurso, se presentó como vocalista principal de las agrupaciones de cumbia peruana Las Chicas del Azúcar y Revolución Caliente.
Pero fue hasta el año 2002 cuando le llegaría la oportunidad de formar parte del grupo musical Caribeños de Guadalupe, donde lograría alcanzar al estrellato y posteriormente fue nombrado bajo el apelativo de «el Romano de Oro». Como parte del conjunto de los hermanos Aspericueta, popularizó como intérprete del tema musical «Hay que saber perder», convirtiéndose en su primer éxito. Continuó con sus proyectos con la banda para la elaboración de sus sencillos: «Ilusión de amor», «Perdóname» y «Te olvidaré».
En el año 2003 lanzó su segundo éxito «Mentiras» del álbum homónimo, convirtiéndose así en la pieza soporte de la orquesta y compartió con otros vocalistas como Kike Farro. Ya para esa época, Alcántara contrajo una relación sentimental con Deysi Cabrera, con quién posteriormente tuvieron un hijo Maykel Joseph Alcántara.
Tras cuatro años de trayectoria artística, Alcántara murió el 1 de enero de 2004 a la edad de veinte años, producto de un accidente de tránsito en la carretera Panamericana Norte, mientras viajaba rumbo a Jaén para una presentación con Caribeños de Guadalupe que iba estar. La noticia de su fallecimiento remeció en los medios de comunicación y la música en su país. Además de Alcántara, también murieron el músico Ángel Calderón, el promotor Teófilo Fernández y el chofer Sergio Hernández, siendo este último quién originó el suceso por su estado de ebriedad.
Sus restos fueron trasladados en la morgue del Hospital Regional Docente Las Mercedes en Chiclayo a un día de su fallecimiento y más tarde, sus restos fueron enterrados en el Cementerio de Casa Grande.

## Discografía

### Álbumes con Caribeños de Guadalupe
- 2003: Mentirosa

#### Canciones
- «Hay que saber perder»
- «Mentiras»
- «Ilusión de amor»
- «Perdóname»
- «Te olvidaré»